# Koronis Rift

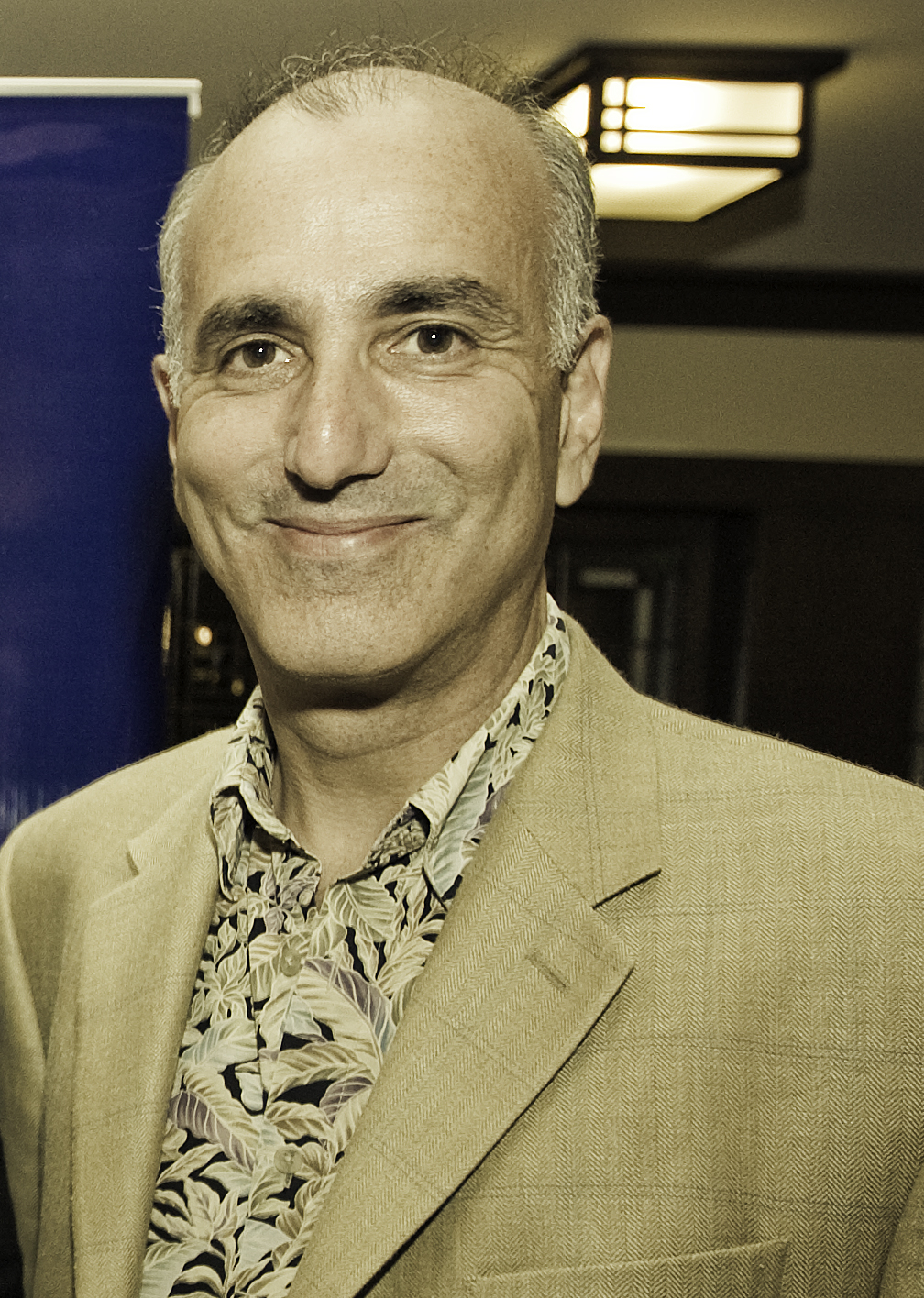
Entwickler Noah Falstein (2008)

Koronis Rift ist ein im Dezember 1985 von Lucasfilm Games veröffentlichtes Computerspiel. Entworfen wurde die Mischung aus Action- und Strategiespiel von Noah Falstein.

## Handlung
Der Spieler übernimmt die Rolle eines futuristischen Schatzsuchers, der einen nicht kartierten Planeten entdeckt. Auf diesem hatte eine vor Hunderttausenden von Jahren untergegangene Hochkultur, der Völkerbund der „Ancients“, neuartige Waffensysteme getestet. Aufgabe des Spielers ist es, in den zerklüfteten Felsschluchten (rifts) des Planeten Relikte der „Ancients“ zu bergen.

## Spielprinzip
Der Spieler erforscht mit einem Rover die fraktale Oberfläche des Planeten Koronis und sammelt dabei diverse technisch hoch entwickelte Module ein, analysiert diese und handelt mit ihnen. Die Module haben unterschiedliche Funktionen (zum Beispiel Schutzschild, Radar oder Laser). Der Spieler kann gefundene Module für sich behalten, um damit den eigenen Rover auszurüsten, oder sie verkaufen. In Summe müssen 20 Schluchten erkundet werden. Im letzten muss eine Verteilungsbasis zerstört werden, um den Planeten in Besitz nehmen zu können.

## Veröffentlichung
Ausgeliefert wurde es auf einer Diskette, welche auf einer Seite die Atari-Version und auf der anderen die Commodore-64-Version enthielt. Gemeinsam mit Koronis Rift erschien The Eidolon, beide Spiele bauten auf der bereits in Rescue on Fractalus verwendeten Grafik-Engine auf, welche deutlich weiterentwickelt wurde. Die Version für den Atari 800XL bot gegenüber jener für den Commodore 64 eine bessere Grafik, dies war auf die Chips ANTIC und GTIA zurückzuführen.

## Rezeption
Die deutsche Aktueller Software Markt lobte die Grafik des Spiels. Der Schwierigkeitsgrad sei „enorm hoch, aber zu bewältigen“. In Summe sei Koronis Rift ein „sehr ansprechendes Weltraumspiel“. Die Happy Computer zeigte sich von der Story und den Animationen des Spiels begeistert und stellte heraus, dass das Leveldesign und das Experimentieren mit Ausrüstungsteilen für Komplexität und damit Spielspaß sorge. Die Fraktalgrafik gehöre trotz des Alters des Spiels (die Rezension der Commodore-64-Version erfolgte ein Jahr nach Veröffentlichung in den Vereinigten Staaten) zu den schnellsten auf dem C64.